# Lila Tretikov
Lila Tretikov (ur. 25 stycznia 1978 jako Olga (Lala) Aleksiejewna Trietjakowa, ros. Ольга (Ляля) Алексеевна Третьякова) – amerykańska informatyczka i menedżerka pochodzenia rosyjskiego, specjalizująca się w oprogramowaniu biznesowym, związana z ruchem otwartego oprogramowania.

## Życiorys
Jej ojciec jest matematykiem, matka pracuje w branży filmowej. Urodziła się w Związku Radzieckim, w wieku 16 lat wyemigrowała z Moskwy do Nowego Jorku, następnie studiowała informatykę i sztukę na University of California, Berkeley.
W 1999 została zatrudniona jako inżynier w Sun Microsystems, gdzie pracowała nad oprogramowaniem Java. Wkrótce potem założyła przedsiębiorstwo GrokDigital, przedsiębiorstwo działające w obszarze sprzedaży rozwiązań technologicznych (uzyskała kilka patentów na oprogramowanie), objęła funkcję dyrektora działu informatyki i wiceprezesa ds. technicznych w SugarCRM.
1 maja 2014 przewodniczący Rady Powierniczej Wikimedia Foundation Jan-Bart de Vreede przedstawił ją jako następczynię Sue Gardner na stanowisku dyrektorki wykonawczej Wikimedia Foundation. Do jej obowiązków należało określanie strategii, kierowanie działaniami i zawodowym personelem Wikimedia Foundation. „Fundacja Wikimedia” i „Wikipedia” nie oznaczają tego samego, jednak w polskich mediach nazwano ją „szefową Wikipedii” i odnotowano, że wcześniej odpowiadała za oprogramowanie „w Wikipedii”. W tym samym miesiącu Tretikov znalazła się na 99. miejscu najbardziej wpływowych kobiet świata magazynu Forbes. 25 lutego 2016 złożyła rezygnację ze stanowiska. Funkcję dyrektora wykonawczego Wikimedia Foundation Tretikov pełniła do 31 marca 2016.